# Wahlkreis Mittelsachsen 5 (1990–2019)
Der Wahlkreis Mittelsachsen 5 (Wahlkreis 22) war von 1990 bis zur Neuordnung der Wahlkreise im Jahr 2023 ein Landtagswahlkreis in Sachsen. 
Er umfasste die Städte Burgstädt, Geringswalde, Lunzenau, Penig und Rochlitz sowie die Gemeinden Claußnitz, Hartmannsdorf, Königsfeld, Königshain-Wiederau, Mühlau, Seelitz, Taura, Wechselburg und Zettlitz im Landkreis Mittelsachsen. Wahlberechtigt waren bei der letzten Landtagswahl (im Jahr 2019) 45.135 Einwohner.
Zu den Wahlen 1994 bis 2009 trug der Wahlkreis den Namen „Mittweida 2“ und hatte die Wahlkreisnummer 22. Zur Landtagswahl 2014 wurde der Name an die in der Kreisreform 2008 geänderten Landkreise angepasst. Der Wahlkreis behielt aber seine Nummer.

## Wahlergebnisse

### Landtagswahl 2019
Vorläufiges Ergebnis der Landtagswahl am 1. September 2019 im Wahlkreis 22 – Mittelsachsen 5:
(Ergebnisse in Prozent)
| Direktkandidat     | Partei               | Direktstimmen | Listenstimmen |
| ------------------ | -------------------- | ------------- | ------------- |
| Thomas Schmidt     | CDU                  | 36,9          | 36,5          |
| Robert Sobolewski  | Die Linke            | 9,9           | 9,2           |
| Steve Sarfert      | SPD                  | 7,2           | 7,7           |
| Christian Wesemann | AfD                  | 29,4          | 28,8          |
| Wolfram Günther    | GRÜNE                | 5,2           | 4,5           |
| –                  | NPD                  | –             | 0,6           |
| Miro Becker        | FDP                  | 3,4           | 3,7           |
| Mario Stein        | Freie Wähler         | 8,0           | 4,9           |
| –                  | Tierschutz           | –             | 1,4           |
| –                  | Piraten              | –             | 0,2           |
| –                  | Die PARTEI           | –             | 1,0           |
| –                  | BüSo                 | –             | 0,0           |
| –                  | ADPM                 | –             | 0,2           |
| –                  | Blaue #TeamPetry     | –             | 0,3           |
| –                  | KPD                  | –             | 0,1           |
| –                  | ÖDP                  | –             | 0,2           |
| –                  | Die Humanisten       | –             | 0,1           |
| –                  | PDV                  | –             | 0,1           |
| –                  | Gesundheitsforschung | –             | 0,6           |

| Wahlberechtigte | 45.135 |
| Wahlbeteiligung | 66,7 % |

### Landtagswahl 2014
Amtliches Endergebnis der Landtagswahl am 31. August 2014 im Wahlkreis 22 – Mittelsachsen 5:
(Ergebnisse in Prozent)
| Direktkandidat    | Partei          | Direktstimmen | Listenstimmen |
| ----------------- | --------------- | ------------- | ------------- |
| Thomas Schmidt    | CDU             | 47,3          | 46,1          |
| Robert Sobolewski | Die Linke       | 20,0          | 17,4          |
| Oliver Bork       | SPD             | 14,9          | 12,1          |
| Uwe Bräutigam     | FDP             | 4,8           | 3,9           |
| Wolfram Günther   | GRÜNE           | 4,5           | 3,2           |
| Stefan Trautmann  | NPD             | 5,8           | 4,5           |
| –                 | Tierschutz      | –             | 0,9           |
| Christoph Hopke   | Piraten         | 1,7           | 0,6           |
| Jonathan Thron    | BüSo            | 1,0           | 0,2           |
| –                 | DSU             | –             | 0,1           |
| –                 | AfD             | –             | 9,0           |
| –                 | pro Deutschland | –             | 0,2           |
| –                 | Freie Wähler    | –             | 1,4           |

| Wahlberechtigte | 47.851 |
| Wahlbeteiligung | 50,0 % |

### Landtagswahl 2009
Amtliches Endergebnis der Landtagswahl am 30. August 2009 im Wahlkreis 22 – Mittweida 2:
(Ergebnisse in Prozent)
| Direktkandidat           | Partei          | Direktstimmen | Listenstimmen |
| ------------------------ | --------------- | ------------- | ------------- |
| Thomas Schmidt           | CDU             | 41,4          | 43,9          |
| Hartmut Walter Junghanns | Die Linke       | 20,9          | 20,2          |
| Udo Lindner              | SPD             | 11,5          | 10,6          |
| Jens Korb                | NPD             | 5,4           | 5,3           |
| Mario Stein              | FDP             | 13,8          | 9,7           |
| Claudia Glanz            | GRÜNE           | 7,1           | 3,9           |
| –                        | Tierschutz      | –             | 2,1           |
| –                        | PBC             | –             | 0,6           |
| –                        | BüSo            | –             | 0,1           |
| –                        | DSU             | –             | 0,1           |
| –                        | REP             | –             | 0,2           |
| –                        | Freie Sachsen   | –             | 1,6           |
| –                        | FP Deutschlands | –             | 0,1           |
| –                        | Humanwirtschaft | –             | 0,1           |
| –                        | Piraten         | –             | 1,5           |
| –                        | SVP             | –             | 0,2           |

| Wahlberechtigte | 51.670 |
| Wahlbeteiligung | 53,6 % |

### Landtagswahl 2004
Amtliches Endergebnis der Landtagswahl am 19. September 2004 im Wahlkreis 22 – Mittweida 2:
(Ergebnisse in Prozent)
| Direktkandidat         | Partei           | Direktstimmen | Listenstimmen |
| ---------------------- | ---------------- | ------------- | ------------- |
| Thomas Schmidt         | CDU              | 47,4          | 45,9          |
| –                      | PDS              | –             | 21,7          |
| Udo Lindner            | SPD              | 16,3          | 10,1          |
| Silke Martin-Erlautzki | GRÜNE            | 5,7           | 2,7           |
| Ines Stoll             | NPD              | 11,8          | 8,7           |
| Kerstin Arndt          | FDP              | 12,9          | 6,1           |
| –                      | DSU              | –             | 0,2           |
| –                      | PBC              | –             | 0,8           |
| –                      | GRAUE            | –             | 0,7           |
| –                      | BüSo             | –             | 0,3           |
| –                      | AUFBRUCH         | –             | 0,5           |
| –                      | DGG              | –             | 0,4           |
| –                      | Tierschutz       | –             | 1,7           |
| Uwe Tischer            | FW Penig         | 4,9           | –             |
| Brigitte Schmidt       | Einzelbewerberin | 1,0           | –             |

| Wahlberechtigte | 53.701 |
| Wahlbeteiligung | 60,3 % |

### Landtagswahl 1999
Amtliches Endergebnis der Landtagswahl am 19. September 1999 im Wahlkreis 22 – Mittweida 2:
(Ergebnisse in Prozent)
| Direktkandidat       | Partei          | Direktstimmen | Listenstimmen |
| -------------------- | --------------- | ------------- | ------------- |
| Peter Jahr           | CDU             | 54,8          | 58,8          |
| Udo Lindner          | SPD             | 15,6          | 12,4          |
| Ulrike Bretschneider | PDS             | 21,9          | 19,4          |
| –                    | GRÜNE           | –             | 1,5           |
| Kerstin Arndt        | FDP             | 2,9           | 1,2           |
| –                    | BüSo            | –             | 0,1           |
| Roland Naumann       | DSU             | 0,8           | 0,4           |
| –                    | GRAUE           | –             | 0,2           |
| Dirk Weber           | REP             | 2,4           | 1,9           |
| –                    | FP Deutschlands | –             | 0,0           |
| –                    | Pro DM          | –             | 1,9           |
| –                    | KPD             | –             | 0,1           |
| Peter Söffner        | NPD             | 1,6           | 1,5           |
| –                    | FORUM           | –             | 0,1           |
| –                    | PBC             | –             | 0,5           |

| Wahlberechtigte | 60.090 |
| Wahlbeteiligung | 64,1 % |

### Landtagswahl 1994
Amtliches Endergebnis der Landtagswahl am 11. September 1994 im Wahlkreis 22 – Mittweida 2:
(Ergebnisse in Prozent)
| Direktkandidat           | Partei | Direktstimmen | Listenstimmen |
| ------------------------ | ------ | ------------- | ------------- |
| Peter Jahr               | CDU    | 52,1          | 61,5          |
| Johannes Rainer Landgraf | SPD    | 24,5          | 19,6          |
| –                        | FDP    | –             | 1,7           |
| Claudia Glanz            | GRÜNE  | 8,4           | 3,2           |
| –                        | DSU    | –             | 0,4           |
| –                        | REP    | –             | 1,2           |
| –                        | FORUM  | –             | 0,4           |
| Ulrike Bretschneider     | PDS    | 13,2          | 11,7          |
| –                        | SP     | –             | 0,3           |
| Georg Peter Funke        | LIGA   | 1,8           | –             |

| Wahlberechtigte | 59.858 |
| Wahlbeteiligung | 63,6 % |

## Bisherige Abgeordnete
Direkt gewählte Abgeordnete des Wahlkreises Mittelsachsen 5 und seiner Vorgänger waren:
| Jahr | Name           | Partei | Anteil der Direktstimmen |
| ---- | -------------- | ------ | ------------------------ |
| 2019 | Thomas Schmidt | CDU    | 36,9 %                   |
| 2014 | Thomas Schmidt | CDU    | 47,3 %                   |
| 2009 | Thomas Schmidt | CDU    | 41,4 %                   |
| 2004 | Thomas Schmidt | CDU    | 47,4 %                   |
| 1999 | Peter Jahr     | CDU    | 54,8 %                   |
| 1994 | Peter Jahr     | CDU    | 52,1 %                   |

## Landtagswahlen 1990–2019

### Wahlergebnisse
Die Ergebnisse der Landtagswahlen seit 1990 im Gebiet des heutigen Wahlkreises Mittelsachsen 5 und seiner Vorgänger waren (Listenstimmen):
| Partei        | 1990 | 1994 | 1999 | 2004 | 2009 | 2014 | 2019 |
| ------------- | ---- | ---- | ---- | ---- | ---- | ---- | ---- |
| CDU           | 57,5 | 61,7 | 59,0 | 45,9 | 43,9 | 46,1 | 36,5 |
| AfD           | -    | -    | -    | -    | -    | 9,0  | 28,8 |
| PDS/Die Linke | 7,1  | 11,6 | 19,1 | 21,7 | 20,2 | 17,4 | 9,2  |
| SPD           | 21,1 | 19,6 | 12,5 | 10,1 | 10,6 | 12,1 | 7,7  |
| GRÜNE         | 4,1  | 3,2  | 1,5  | 2,7  | 3,9  | 3,2  | 4,5  |
| FDP           | 5,6  | 1,7  | 1,2  | 6,1  | 9,7  | 3,9  | 3,7  |
| NPD           | 0,6  | -    | 1,6  | 8,7  | 5,3  | 4,5  | 0,6  |
| Sonstige      | 4,1  | 2,2  | 5,2  | 4,8  | 6,5  | 3,8  | 9,1  |

### Wahlgebietsübersicht
Das Wahlgebiet blieb seit 1994 nahezu unverändert. Lediglich die Gemeinde Wittgensdorf, die 1999 nach Chemnitz eingemeindet wurde und das Gebiet der Gemeinde Erlau, das seit 2014 zum Wahlkreis Mittelsachsen 3 gehört, wechselten den Wahlkreis.
| 1990            | 1990                    | 1994 WK Mittweida 2                                                                      | 1998 WK Mittweida 2                                                                               | 2004 WK Mittweida 2                                                  | 2009 WK Mittweida 2                                                  | 2014 WK Mittelsachsen 5                                              | 2019 WK Mittelsachsen 5                                              |
| WK Rochlitz     | WK Chemnitz, Land I     | 1994 WK Mittweida 2                                                                      | 1998 WK Mittweida 2                                                                               | 2004 WK Mittweida 2                                                  | 2009 WK Mittweida 2                                                  | 2014 WK Mittelsachsen 5                                              | 2019 WK Mittelsachsen 5                                              |
| --------------- | ----------------------- | ---------------------------------------------------------------------------------------- | ------------------------------------------------------------------------------------------------- | -------------------------------------------------------------------- | -------------------------------------------------------------------- | -------------------------------------------------------------------- | -------------------------------------------------------------------- |
| Rochlitz        |                         | Rochlitz                                                                                 | Rochlitz                                                                                          | Rochlitz                                                             | Rochlitz                                                             | Rochlitz                                                             | Rochlitz                                                             |
| Noßwitz         |                         | Rochlitz                                                                                 | Rochlitz                                                                                          | Rochlitz                                                             | Rochlitz                                                             | Rochlitz                                                             | Rochlitz                                                             |
| Penna           |                         | Rochlitz                                                                                 | Rochlitz                                                                                          | Rochlitz                                                             | Rochlitz                                                             | Rochlitz                                                             | Rochlitz                                                             |
|                 |                         | Breitenborn (zum 1.8.1994 Kreiswechsel)                                                  | Rochlitz                                                                                          | Rochlitz                                                             | Rochlitz                                                             | Rochlitz                                                             | Rochlitz                                                             |
| Geringswalde    |                         | Geringswalde                                                                             | Geringswalde                                                                                      | Geringswalde                                                         | Geringswalde                                                         | Geringswalde                                                         | Geringswalde                                                         |
| Altgeringswalde |                         | Geringswalde                                                                             | Geringswalde                                                                                      | Geringswalde                                                         | Geringswalde                                                         | Geringswalde                                                         | Geringswalde                                                         |
| Aitzendorf      |                         | Aitzendorf                                                                               | Aitzendorf                                                                                        | Geringswalde                                                         | Geringswalde                                                         | Geringswalde                                                         | Geringswalde                                                         |
| Arras           |                         | Arras                                                                                    | Arras                                                                                             | Geringswalde                                                         | Geringswalde                                                         | Geringswalde                                                         | Geringswalde                                                         |
| Holzhausen      |                         | Holzhausen                                                                               | Holzhausen                                                                                        | Geringswalde                                                         | Geringswalde                                                         | Geringswalde                                                         | Geringswalde                                                         |
| Lunzenau        |                         | Lunzenau                                                                                 | Lunzenau                                                                                          | Lunzenau                                                             | Lunzenau                                                             | Lunzenau                                                             | Lunzenau                                                             |
| Berthelsdorf    |                         | Lunzenau                                                                                 | Lunzenau                                                                                          | Lunzenau                                                             | Lunzenau                                                             | Lunzenau                                                             | Lunzenau                                                             |
| Cossen          |                         | Lunzenau                                                                                 | Lunzenau                                                                                          | Lunzenau                                                             | Lunzenau                                                             | Lunzenau                                                             | Lunzenau                                                             |
| Elsdorf         |                         | Lunzenau                                                                                 | Lunzenau                                                                                          | Lunzenau                                                             | Lunzenau                                                             | Lunzenau                                                             | Lunzenau                                                             |
| Göritzhain      |                         | Lunzenau                                                                                 | Lunzenau                                                                                          | Lunzenau                                                             | Lunzenau                                                             | Lunzenau                                                             | Lunzenau                                                             |
| Rochsburg       |                         | Lunzenau                                                                                 | Lunzenau                                                                                          | Lunzenau                                                             | Lunzenau                                                             | Lunzenau                                                             | Lunzenau                                                             |
| Himmelhartha    |                         | Himmelhartha                                                                             | Lunzenau                                                                                          | Lunzenau                                                             | Lunzenau                                                             | Lunzenau                                                             | Lunzenau                                                             |
| Penig           |                         | Penig                                                                                    | Penig                                                                                             | Penig                                                                | Penig                                                                | Penig                                                                | Penig                                                                |
| Arnsdorf        |                         | Penig                                                                                    | Penig                                                                                             | Penig                                                                | Penig                                                                | Penig                                                                | Penig                                                                |
| Chursdorf       |                         | Chursdorf                                                                                | Chursdorf                                                                                         | Penig                                                                | Penig                                                                | Penig                                                                | Penig                                                                |
| Tauscha         |                         | Tauscha                                                                                  | Tauscha                                                                                           | Penig                                                                | Penig                                                                | Penig                                                                | Penig                                                                |
| Thierbach       |                         | Thierbach                                                                                | Thierbach                                                                                         | Penig                                                                | Penig                                                                | Penig                                                                | Penig                                                                |
|                 |                         | Langensteinbach (zum 1.8.1994 Kreiswechsel)                                              | Langensteinbach (zum 1.1. 1996 Eingliederung von Obergräfenhain aus dem Landkreis Leipziger Land) | Penig                                                                | Penig                                                                | Penig                                                                | Penig                                                                |
| Frankenau       |                         | Frankenau                                                                                | zum 1.1.1996 Eingemeindung nach Mittweida und damit Wahlkreiswechsel                              | zum 1.1.1996 Eingemeindung nach Mittweida und damit Wahlkreiswechsel | zum 1.1.1996 Eingemeindung nach Mittweida und damit Wahlkreiswechsel | zum 1.1.1996 Eingemeindung nach Mittweida und damit Wahlkreiswechsel | zum 1.1.1996 Eingemeindung nach Mittweida und damit Wahlkreiswechsel |
| Erlau           |                         | Erlau (zum 1.3.1994 zusätzliche Eingemeindung von Beerwalde aus dem Landkreis Hainichen) | Erlau                                                                                             | Erlau                                                                | Erlau                                                                | Wahlkreiswechsel zum Wahlkreis Mittelsachsen 3                       | Wahlkreiswechsel zum Wahlkreis Mittelsachsen 3                       |
| Schweikershain  |                         | Erlau (zum 1.3.1994 zusätzliche Eingemeindung von Beerwalde aus dem Landkreis Hainichen) | Erlau                                                                                             | Erlau                                                                | Erlau                                                                | Wahlkreiswechsel zum Wahlkreis Mittelsachsen 3                       | Wahlkreiswechsel zum Wahlkreis Mittelsachsen 3                       |
| Crossen         |                         | Erlau (zum 1.3.1994 zusätzliche Eingemeindung von Beerwalde aus dem Landkreis Hainichen) | Erlau                                                                                             | Erlau                                                                | Erlau                                                                | Wahlkreiswechsel zum Wahlkreis Mittelsachsen 3                       | Wahlkreiswechsel zum Wahlkreis Mittelsachsen 3                       |
| Milkau          |                         | Milkau                                                                                   | Milkau                                                                                            | Erlau                                                                | Erlau                                                                | Wahlkreiswechsel zum Wahlkreis Mittelsachsen 3                       | Wahlkreiswechsel zum Wahlkreis Mittelsachsen 3                       |
| Seelitz         |                         | Seelitz                                                                                  | Seelitz                                                                                           | Seelitz                                                              | Seelitz                                                              | Seelitz                                                              | Seelitz                                                              |
| Kolkau          |                         | Seelitz                                                                                  | Seelitz                                                                                           | Seelitz                                                              | Seelitz                                                              | Seelitz                                                              | Seelitz                                                              |
| Spernsdorf      |                         | Seelitz                                                                                  | Seelitz                                                                                           | Seelitz                                                              | Seelitz                                                              | Seelitz                                                              | Seelitz                                                              |
| Steudten        |                         | Seelitz                                                                                  | Seelitz                                                                                           | Seelitz                                                              | Seelitz                                                              | Seelitz                                                              | Seelitz                                                              |
| Winkeln         |                         | Seelitz                                                                                  | Seelitz                                                                                           | Seelitz                                                              | Seelitz                                                              | Seelitz                                                              | Seelitz                                                              |
| Zetteritz       |                         | Seelitz                                                                                  | Seelitz                                                                                           | Seelitz                                                              | Seelitz                                                              | Seelitz                                                              | Seelitz                                                              |
| Zettlitz        |                         | Zettlitz                                                                                 | Zettlitz                                                                                          | Zettlitz                                                             | Zettlitz                                                             | Zettlitz                                                             | Zettlitz                                                             |
| Königsfeld      |                         | Königsfeld                                                                               | Königsfeld                                                                                        | Königsfeld                                                           | Königsfeld                                                           | Königsfeld                                                           | Königsfeld                                                           |
| Köttwitzsch     |                         | Königsfeld                                                                               | Königsfeld                                                                                        | Königsfeld                                                           | Königsfeld                                                           | Königsfeld                                                           | Königsfeld                                                           |
| Leutenhain      |                         | Königsfeld                                                                               | Königsfeld                                                                                        | Königsfeld                                                           | Königsfeld                                                           | Königsfeld                                                           | Königsfeld                                                           |
| Schwarzbach     |                         | Königsfeld                                                                               | Königsfeld                                                                                        | Königsfeld                                                           | Königsfeld                                                           | Königsfeld                                                           | Königsfeld                                                           |
| Wechselburg     |                         | Wechselburg                                                                              | Wechselburg                                                                                       | Wechselburg                                                          | Wechselburg                                                          | Wechselburg                                                          | Wechselburg                                                          |
| Göhren          |                         | Wechselburg                                                                              | Wechselburg                                                                                       | Wechselburg                                                          | Wechselburg                                                          | Wechselburg                                                          | Wechselburg                                                          |
| Mutzscheroda    |                         | Wechselburg                                                                              | Wechselburg                                                                                       | Wechselburg                                                          | Wechselburg                                                          | Wechselburg                                                          | Wechselburg                                                          |
| Nöbeln          |                         | Wechselburg                                                                              | Wechselburg                                                                                       | Wechselburg                                                          | Wechselburg                                                          | Wechselburg                                                          | Wechselburg                                                          |
| Zschoppelshain  |                         | Wechselburg                                                                              | Wechselburg                                                                                       | Wechselburg                                                          | Wechselburg                                                          | Wechselburg                                                          | Wechselburg                                                          |
| Königshain      |                         | Königshain-Wiederau                                                                      | Königshain-Wiederau                                                                               | Königshain-Wiederau                                                  | Königshain-Wiederau                                                  | Königshain-Wiederau                                                  | Königshain-Wiederau                                                  |
| Topfseifersdorf |                         | Königshain-Wiederau                                                                      | Königshain-Wiederau                                                                               | Königshain-Wiederau                                                  | Königshain-Wiederau                                                  | Königshain-Wiederau                                                  | Königshain-Wiederau                                                  |
| Wiederau        |                         | Königshain-Wiederau                                                                      | Königshain-Wiederau                                                                               | Königshain-Wiederau                                                  | Königshain-Wiederau                                                  | Königshain-Wiederau                                                  | Königshain-Wiederau                                                  |
| Stein           |                         | Stein                                                                                    | Stein                                                                                             | Königshain-Wiederau                                                  | Königshain-Wiederau                                                  | Königshain-Wiederau                                                  | Königshain-Wiederau                                                  |
|                 | Burgstädt               | Burgstädt                                                                                | Burgstädt                                                                                         | Burgstädt                                                            | Burgstädt                                                            | Burgstädt                                                            | Burgstädt                                                            |
|                 | Mohsdorf                | Burgstädt                                                                                | Burgstädt                                                                                         | Burgstädt                                                            | Burgstädt                                                            | Burgstädt                                                            | Burgstädt                                                            |
|                 | Hartmannsdorf           | Hartmannsdorf                                                                            | Hartmannsdorf                                                                                     | Hartmannsdorf                                                        | Hartmannsdorf                                                        | Hartmannsdorf                                                        | Hartmannsdorf                                                        |
|                 | Mühlau                  | Mühlau                                                                                   | Mühlau                                                                                            | Mühlau                                                               | Mühlau                                                               | Mühlau                                                               | Mühlau                                                               |
|                 | Taura                   | Taura                                                                                    | Taura                                                                                             | Taura                                                                | Taura                                                                | Taura                                                                | Taura                                                                |
|                 | Köthensdorf-Reitzenhain | Taura                                                                                    | Taura                                                                                             | Taura                                                                | Taura                                                                | Taura                                                                | Taura                                                                |
|                 | Claußnitz               | Claußnitz                                                                                | Claußnitz                                                                                         | Claußnitz                                                            | Claußnitz                                                            | Claußnitz                                                            | Claußnitz                                                            |
|                 | Diethensdorf            | Claußnitz                                                                                | Claußnitz                                                                                         | Claußnitz                                                            | Claußnitz                                                            | Claußnitz                                                            | Claußnitz                                                            |
|                 | Markersdorf             | Claußnitz                                                                                | Claußnitz                                                                                         | Claußnitz                                                            | Claußnitz                                                            | Claußnitz                                                            | Claußnitz                                                            |
|                 | Wittgensdorf            | Wittgensdorf                                                                             | Wittgensdorf                                                                                      | zum 1.1.1999 Eingemeindung nach Chemnitz und damit Wahlkreiswechsel  | zum 1.1.1999 Eingemeindung nach Chemnitz und damit Wahlkreiswechsel  | zum 1.1.1999 Eingemeindung nach Chemnitz und damit Wahlkreiswechsel  | zum 1.1.1999 Eingemeindung nach Chemnitz und damit Wahlkreiswechsel  |